# Sexe, Lycée et Vidéo
 (mai 2021).
Si vous disposez d'ouvrages ou d'articles de référence ou si vous connaissez des sites web de qualité traitant du thème abordé ici, merci de compléter l'article en donnant les références utiles à sa vérifiabilité et en les liant à la section « Notes et références ».
Pour plus de détails, voir Fiche technique et Distribution.
Sexe, Lycée et Vidéo (After School Special) est un film américain réalisé par David M. Evans et sorti en 2003.

## Synopsis
Deacon, Matt et Fred ne pensent qu'au sexe, ils passent leurs journées à pirater des films pornos qu'ils revendent à leurs copains pour gagner un peu d'argent de poche jusqu'au jour où ils décident de créer eux-mêmes leur film pornographique.

## Fiche technique
- Titre français : Sexe, Lycée et Vidéo
- Titre original : After School Special (ultérieurement distribué en vidéo sous le titre National Lampoon's Barely Legal)
- Réalisateur : David M. Evans
- Scénario : David H. Steinberg
- Musique : Randy Gerston, Andrew Gross
- Directeur artistique : Roxanne Methot
- Distribution des rôles : Stuart Aikins, Sean Cossey
- Décorateur de plateau : Louise Roper
- Pays d'origine :  États-Unis
- Genre : comédie
- Durée : 91 minutes
- Dates de sortie :
  - France : 15 mai 2003
  - États-Unis : 15 octobre 2005

## Distribution
- Erik von Detten (VF : Sébastien Desjours) : Deacon Lewis
- Tony Denman (VF : Hervé Rey) : Fred
- Daniel Farber (VF : Donald Reignoux) : Matt
- Sarah-Jane Potts (VF : Ingrid Donnadieu) : Ashley
- Amy Smart (VF : Barbara Beretta) : Naomi
- Tom Arnold (VF : Patrick Poivey) : M. Lewis
- Dey Young (VF : Dorothée Jemma) : Madame Lewis
- Riley Smith : Jake
- Vince Vieluf (VF : Christophe Lemoine) : Tom Cooperman
- Samm Levine : Roger
- Cameron Richardson : Rachael Unger
- Lin Shaye : Tequila
- Horatio Sanz (en) : Vic Ramalot
- Anders Hedman : Max (K)
- Eddie Driscoll : Mike
- Nicole McKay : Kelly
- Daniella Evangelistina : Wendy
- Brooke Dillman : le professeur de biologie